# التخلق المتوالي في الاضطراب ثنائي القطب
التخلق المتوالي (ما فوق جينات) في الاضطراب ثنائي القطب هو التأثير الذي يحدثه التخلق المتوالي على إثارة الاضطراب ثنائي القطب والحفاظ عليه.
الاضطراب ثنائي القطب هو اضطراب مزاجي مزمن يتسم بنوبات الهوس والاكتئاب. تشمل أعراض نوبة الهوس الحالة المزاجية المرتفعة، وقلة النوم، وقلة التثبيط، بينما تشمل أعراض نوبة الاكتئاب تدني المزاج، والخمول، وانخفاض الدافع. يوجد أنواع مختلفة من الاضطرابات ثنائية القطب، والأكثر شيوعًا هما الاضطراب ثنائي القطب 1 والاضطراب ثنائي القطب 2. يُشخص الاضطراب ثنائي القطب 1 إذا استمرت نوبات الهوس لدى المرضى سبعة أيام متتالية على الأقل مع أعراض اكتئاب شديدة على مدار أسبوعين. في الاضطراب ثنائي القطب 2، يعاني المرضى من نوبات هوس خفيف أقصر أو أعراض هوس أقل تأثيرًا على حياتهم اليومية. في بعض الأحيان، قد يعاني المرضى من نوب شديدة حوالي 4 نوبات أو أكثر من الهوس والاكتئاب الشديد في غضون عام واحد. بالإضافة إلى التأثير على الحالة المزاجية، غالبًا ما يعاني مرضى الاضطراب ثنائي القطب من ضعف القدرات الإدراكية، إذ تتأثر جميع مهارات الذاكرة والكلام والانتباه واتخاذ القرار. للاضطراب ثنائي القطب أعلى معدلات انتحار بين الاضطرابات النفسية، بالإضافة إلى ارتفاع معدلات الاعتلال المشترك مع اضطرابات تعاطي الكحول وتعاطي المخدرات.
يترافق الاضطراب ثنائي القطب مع مكون وراثي. أي أن تسلسل النيوكليوتيدات في الحمض النووي يحتوي على معلومات تؤدي إلى اضطراب ثنائي القطب لدى الأفراد. استنتج الباحثون ذلك من خلال مقارنة الأفراد الذين شُخصوا بالاضطراب وأولئك الذين لم يُشخصوا به. ومع ذلك، النتائج غير متسقة فيما يتعلق بالجينات المحددة المتورطة.
نظرًا للمشكلة التي واجهها الباحثون في تحديد الجينات التي تسبب الاضطراب ثنائي القطب بشكل قاطع، توجهوا لوجود مكون لا جيني للاضطراب ثنائي القطب. علم التخلق هو دراسة الأنماط الظاهرية الموروثة التي تحدث بدون تغييرات في تسلسل الحمض النووي الأساسي. يركز علم التخلق على التعبير عن الجينات وتنظيمها. تتضمن آليات التخلق المتوالي (الوراثة اللاجينية) الشائعة مثيلة الحمض النووي وتعديل الهيستونات. من المهم إجراء المزيد من الأبحاث في الوراثة اللاجينية (التخلق المتوالي) للاضطراب ثنائي القطب للوصول إلى نتيجة قاطعة، ولكن أسفرت النتائج الحالية عن معلومات واعدة تدعم فكرة أن الاضطراب ثنائي القطب ناتج عن مجموعة من العوامل الوراثية والتخلقية.

## تأثير مثيلة الجينات
مثيلة الحمض النووي هي الشكل الشائع لأبحاث التخلق المتوالي لدورها في تقليل التعبير الجيني. تعمل مثيلة الحمض النووي عن طريق إضافة مجموعات الميثيل إلى جزيئات الحمض النووي التي تؤثر بعد ذلك على نشاط الجين دون تغيير تسلسل الحمض النووي فعليًا. لقد ثبت أن مثيلة الحمض النووي تعمل على استخدام البروتينات، مثل بروتينات ربط الحمض النووي والميثيل والبروتينات متعددة الخلايا، المتورطة في قمع الجينات وتمنع عوامل النسخ من الارتباط بالحمض النووي. ثبت أيضًا أن مثيلة الحمض النووي تؤثر على التعبير عن الجينات ذات الآثار العصبية الهامة، مثل جين BDNF وجينات هرمون السيروتونين.

### مثيلة الحمض النووي لجين BDNF
يلعب جين عامل التغذية العصبية المشتق من الدماغ (BDNF) دورًا في نمو الخلايا العصبية وتمايزها والحفاظ عليها. يوجد اختلافات ثابتة لوحظت بين مرضى الاضطراب ثنائي القطب والتحكم في مستويات مثيلة السيتوزين في مناطق تحفيز الجين BDNF 3 و5. نوع المثيلة في هذه المناطق هو مثيلة نيوكليوتيدات السيتوزين. يوجد فرط في مثيلة هذه المناطق في المرضى الذين يعانون من اضطراب ثنائي القطب. لوحظ وجود فرط ميثيل لجينات BDNF في الخلايا العصبية من القشرة الأمامية في المرضى الذين يعانون من اضطراب ثنائي القطب. عندما يكون محفز جينات BDNF مفرط الميثيل، يقل التعبير عن جين BDNF وبالتالي تنخفض مستويات BDNF. علاوة على ذلك، تبين أن المرضى الذين يعانون من الاضطراب ثنائي القطب لديهم مستويات أقل من الرنا المرسال لجين BDNF، مما يدل على أن زيادة المثيلة تنتج بالفعل كميات أقل من النسخ. لوحظ وجود مستويات منخفضة من BDNF في أنسجة ما بعد الوفاة للأشخاص الذين انتحروا ولمرضى الفصام. ومع ذلك، لم تختلف منطقة المحفز الجيني BDNF 1 بشكل كبير بالنسبة لمستوى المثيلة بين مجموعات الاضطراب ثنائي القطب ومجموعات التحكم (الشاهد). عند أخذ العلاج الدوائي في الاعتبار، وجد أن الأشخاص الذين يتناولون مثبتات الحالة المزاجية ومضادات الاكتئاب لديهم مستويات أعلى من مثيلة الحمض النووي في هذا الجين مقارنة بأولئك الذين يخضعون فقط لعلاجات استقرار الحالة المزاجية. لوحظ وجود ارتباطات إيجابية بين زيادة مستويات مثيلة BDNF وصدمات الطفولة، وشدة الاكتئاب، والاندفاع، واليأس. المرضى الذين يعانون من اضطراب ثنائي القطب وفي حالات الاكتئاب لديهم مثيلة أكثر بكثير لمحفز لـ BDNF من المرضى في حالات الهوس أو المختلطة. هناك مجموعة قوية من الأدلة التي تشير إلى تورط BDNF كعنصر حاسم في الاضطراب ثنائي القطب والتغيرات في المثيلة.

### جينات هرمون السيروتونين
يُعرف الناقل العصبي السيروتونين بوظيفته كمثبت للمزاج ودوره في تنظيم مجموعة متنوعة من وظائف الجهاز العصبي مثل النوم والذاكرة والتعلم والمزاج. عادة ما يُلاحَظ انخفاض مستويات السيروتونين في المرحلة الاكتئابية للاضطراب ثنائي القطب 1. لوحظ زيادة مثيلة ناقل 5-HTT وجينات مستقبلات 5-HTR1A لنظام هرمون السيروتونين في الأفراد المصابين باضطراب ثنائي القطب.
إن ناقل 5-HTT مسؤول عن إعادة امتصاص السيروتونين من الشق المشبكي إلى الخلية قبل المشبكية بعد إطلاقه الأولي. توقف هذه الوظيفة تأثير السيروتونين على مستقبلات الخلية ما بعد المشبكية وتسمح للخلية قبل المشبكية بتجديد مخازنها من الناقل العصبي. يؤدي فرط الميثيل في الجينات التي تشفر هذا الناقل إلى تقليل التعبير عن هذا الناقل، ويُعتقد أن الانخفاض الناتج في الامتصاص ما قبل المشبكي يقلل من مستويات السيروتونين الكلية في الدماغ.
توجد مستقبلات 5HTR1A في جميع أنحاء الدماغ، وتشارك في العديد من وظائف الجهاز العصبي المركزي مثل النوم، والدافع الجنسي، والمزاج. تتمثل إحدى الوظائف الرئيسية لهذا المستقبل في دوره كمستقبل ذاتي في الخلايا العصبية التي تطلق السيروتونين. يؤدي ارتباط السيروتونين بمستقبل 5HTR1A إلى بدء حلقة ردود فعل سلبية توقف إطلاق الخلايا العصبية للسيروتونين. ينتج عن ذلك تضاؤل التأثيرات التي يسببها السيروتونين في خلايا ما بعد التشابك ويحافظ على مخازن هذا الناقل العصبي في الخلية قبل المشبكية. تقلل مثيلة محفز الجين المشفر لمستقبل 5HTR1A من تركيز هذا المستقبل في جميع أنحاء الدماغ. وبالتالي، تتضاءل حلقة التغذية الراجعة السلبية التي تنظم انتقال السيروتونين، مما يؤدي إلى فترات أطول من ارتباط السيروتونين بالخلايا ما بعد المشبكية وانخفاض مخزون السيروتونين قبل المشبكي.

### جينات أخرى
الجينان المذكوران أعلاه هما الأكثر بحثًا؛ ولكن يوجد بعض الجينات الأخرى التي تكون مستويات مثيلتها مختلفة مقارنة بمجموعات الشاهد. مثال على ذلك جين KCNQ3. يشفر هذا الجين قناة البوتاسيوم التي تعمل على منع فرط استثارة الخلايا العصبية. يملك مرضى اضطراب ثنائي القطب مستويات مثيلة أقل بكثير مقارنة بالأفراد الذين لا يعانون من اضطراب ثنائي القطب في منطقة CpG من الإكسون 11. جُمعت هذه البيانات من الأفراد الذين يعانون من اضطراب ثنائي القطب بعد الوفاة. لم يكن هناك استنتاج شامل حول تأثير هذا الاختلاف في المثيلة على التعبير الجيني؛ ومع ذلك، فمن الواضح أنه ينبغي إجراء مزيد من البحث على هذا الجين.